# Lilium poilanei
Lilium poilanei ist eine Art aus der Gattung der Lilien (Lilium) innerhalb der Familie der Liliengewächse (Liliaceae). Sie ist in Vietnam und Laos heimisch.

## Beschreibung
Lilium poilanei ist eine mehrjährige, krautige Pflanze, die eine Wuchshöhe von 100 bis 150 Zentimetern erreicht. Am rötlich überhauchten Stängel stehen frei verteilt die lanzettlichen Laubblätter, die bis zu 10 Zentimeter lang und bis zu 15 Millimeter breit sind.
Die sechs gleichgestalteten, schwach umgeschlagenen Blütenhüllblätter (Tepalen) bilden einen Trichter. Die Grundfarbe der Blüten ist cremeweiß bis blassgelb, sie ist ungefleckt, trägt aber einen roten Mittelstreifen. Die Staubbeutel sind grün, der Pollen gelb. Der Griffel und die dreilappig kopfige Narbe stehen aus der Blüte heraus.

## Verbreitung
Lilium poilanei ist endemisch im Nordwesten Vietnams bei Chapa sowie im Nordwesten von Laos zwischen Muong-het und Muong-seng. Der laotische Standort liegt auf 1700 Meter Höhe.

## Systematik
Die Art wurde 1934 von François Gagnepain in [P.H. Lecomte et al.] Flore Générale de l'Indo-Chine Band 6, Seite 810 
erstbeschrieben. Das Artepitheton ehrt den Entdecker der Art, Eugène Poilane, einen französischen Forstbeamten.
Die Art ist Teil der Sektion Sinomartagon und gilt als eng verwandt mit Lilium primulinum.

## Nachweise
1. 1 2 3 4 5  Edward A. McRae: Lilies. A Guide for Growers and Collectors. Timber Press, 1998, ISBN 0-88192-410-5, S. 177–178.
2. ↑  coldb.mnhn.fr: Digitalisat des Typusexemplars im Muséum National D´Histoire Naturelle, Zugriff am 26. Mai 2012